# 安孫子宏輔
安孫子 宏輔（あびこ こうすけ、1992年7月30日 - ）は、日本のモデル、俳優。Candy Boyの元メンバーである。福島県出身。テレビ朝日ミュージックに所属していた。

## 略歴・人物
- 身長181cm、体重62kg、足のサイズ28cm。血液型はAB型。
- Candy Boyの元メンバー。
- CandyBoyの過去のセルフプロデュースの公演では脚本、演出やカフェ公演の食事メニューのプロデュースを手がけていたこともある。
- 趣味は読書や、アニメ・漫画などポップカルチャー。
- 特技は料理。調理師免許を取得しており、自身のInstagram[1]やブログ[2]に「あびこ飯」と称して多彩な料理のレパートリーを披露している。
- 調理師、スイーツコンシェルジュの資格を活かしたリアルあびこ飯というイベントも行っている。本人がイベントの企画、メニュー考案、グッズ考案などを行っており、当日は自ら調理した料理を振る舞ったり、配膳も行っている。自らおもてなひもして、トークも含めた大人気のイベントはチケット即完売になっていた。

- 自身の名前のTiktok（@abiko.kousuke_）で脚本、演出も手掛けており、出演も果たしている。BANGERS（@bangers_staff）などの他の俳優とのコラボ動画も配信している。
- 辻口博啓氏をゲストに迎えた日本スイーツ協会のイベント『Sweets Talk and Live』『Sweets Talk and Live in Tokyo』でスイーツコンシェルジュの資格を活かした司会を務めている。
- 執筆の表現も好きで、現在もCandyBoy公式ブログで卒業までに執筆した文章を読むことができる。

また卒業後に執筆されたものはAmeblo公式ブログの安孫子宏輔オフィシャルブログ『アビブロ※電車の中で読んでください』で読むことができる。
- 日本スイーツ協会運営メディア『SWEETS COMMUNITY』にて〜あびこ菓子〜「幸せって食べたら甘いと思う。」を連載している。

連載5年目のタイミングで、日本スイーツ協会主催イベントリアルあびこ菓子イベント「福島お土産スイーツトップ10を食べられる会」を「日本橋ふくしま館MIDETEE」にて開催している。
福島のお土産のお菓子ベスト10を紹介し、一緒に味わいながら福島の文化や食についても楽しみながら知っていくという内容だった。

## 出演

### テレビドラマ
- ウロボロス〜この愛こそ、正義。（2015年 TBS） - 記者 役
- 学校のカイダン（2015年 日本テレビ） - 生徒 役
- 家政夫のミタゾノ 第7シーズン 第8話（2025年3月4日、テレビ朝日） - 村上刑事 役[3]

### 舞台
- Candy Boy CAFE／定期公演出演
- 剣豪将軍義輝（前編）（2016年12月 EX THEATER ROPPONGI）
- 剣豪将軍義輝（後編）（2017年6月 EX THEATER ROPPONGI）
- 止まれない12人（2017年8月～9月 シアターサンモール）-堀川役
- 桃山ビート・トライブ　(2017年11月～12月 EX THEATER ROPPONGI)
- バグバスターズ　-Stage BLUE-　(2018年3月　俳優座)　-兵藤良郎役
- ジョン万次郎（2018年6月、EX THEATER ROPPONGI）
- Théâtre de Candy Boy『Bon Bon』(2018年9月 CBGKシブゲキ！)　-デュポン役
- フラガール'23（2023年10月5日-15日、赤坂RED/THEATER）-三吉役
- オムニバス二人芝居『ふたりよがり』/「リストランテ」・「卒業」（2024年2月9日-12日 、池袋西口 GEKIBA）
- 劇団ナイスコンプレックス N36 市街発イマーシブ演劇『どつぼ』〜阿佐ヶ谷編〜（2024年4月26日-29日、5月3日-6日）-平田宏輔役
- 春、揺らぐ、勿忘草（2024年5月31日-6月2日、池袋西口 GEKIBA）
- 実験型“即興劇”『ACT LABO』（2024年6月29日、MUSEモード音楽学院）
- フラガール'24（2024年10月1日-6日、赤坂RED/THEATER /10月23日-24日、仙台銀行ホール イズミティ21小ホール/10月26日-27日、いわき芸術文化交流館 アリオス中劇場）[4]-三吉役
- 劇団 安達電機商会 第2回公演 『椅子と人』（2024年10月9日-14日、千本桜ホール） -日替わりゲスト・アナウンサー役
- OWARI NO HAJIMARI #1『木曜日にはココアを』（2025年1月18日-26日、新宿シアタートップス） -日替わりゲスト出演
- NOVE.Company『明日を生きるための朗読四部作　』◆遠く吠えて花火をあげる（2025年2月10日ー16日、Route theater）-コンちゃん役
- ザ・フィクション　（2025年3月1日、アトリエファンファーレ）
- 朗読実験室『読む人たちと聴く人たち』（2025年5月3日-6日、BISTRO NOCHE）
- NOVA.companyプロデュース『ISHIN-医新-』（2025年8月27日-31日〈予定〉、六行会ホール）[5]

### イベント
- ボードゲームシアターVol.1（2024年1月27日、代々木ミューズホール）
- THEATER GAME LEAGUE（2024年2月3日、シアター代官山）
- 劇団ナイスコンプレックス クラウドファンディングイベント『NAIKON AID 2024』ファーストテイク朗読劇「ナイスコンプレックス」-港俊太役/トークイベント「スナックキムラ」（2024年2月4日、溝ノ口劇場）
- 新感覚即興インプロイベント『Theaterlive Vol.16』（2024年2月25日 、MUSEモード音楽学院）-MC
- 新感覚即興インプロイベント『Theaterlive Vol.17』（2024年11月3日 、ブルースクエア四谷）

- ボードゲームシアターVol.4（2025年2月22日、大岡山劇場）
- 『Futaba Brothers birthday Event』

（2025年4月5日）
- 勇と安孫子の『つい喋りすぎちゃって』（二葉　勇　氏との合同イベント　2025年5月17日.Route theater）

### リアルあびこ飯
- リアルあびこ飯.vol.1　「忘年会がしたいです」

カフェの部、ディナーの部（2023.12.23）
- リアルあびこ飯.vol.2　「花より安孫子」

カフェの部、ディナーの部　（2024.3.21）
- リアルあびこ飯.vol.3 「あびこ飯忘年会2024」

カフェの部、ディナーの部（2024.12.22）
- リアルあびこ飯.vol.4 「春のおばんざい祭り」

カフェの部、ディナーの部
（2025.4.27　）

### ライブ
- 王ステ THE LIVE 2024（2024年7月20日 - 21日、I'M A SHOW）

### テレビ番組
- BREAK OUT　Candy Boyコーナー（2014年～ テレビ朝日 レギュラー出演中）！
- 超ドSナイト ヨエロスン　(SBS静岡放送)ゲスト出演
- マチコミ　(2018年2月22日 テレビ埼玉）ゲスト出演
- シャキット！　(2018年7月4日 チバテレ）生ゲスト出演
- パロパロ（2018年9月8日 テレビユー福島）ゲスト出演
- 猫のひたいほどワイド　（2019年1月23日 テレビ神奈川）ゲスト出演
- 関内デビル （2019年2月5日 テレビ神奈川）ゲスト出演

### ネット配信ドラマ
- TERRA LABO ショートムービー『空飛ぶイルカ』（2022年2月）- 消防士・佐藤翔役
- SNACKドラマ『デリバリー配達員の逆転人生』（2024年7月）-主演・黒木裕太役

### ラジオ
- ON8+1（2017年4月 bay fm）ゲスト出演
- muse beat（2018年4月30日 ＠ＦＭ（FM愛知））ゲスト出演
- Music Bit（2018年5月3日 FM OH！）ゲスト出演
- NEXT JAM(2018年8月6日 ＠FM（FM愛知））ゲスト出演
- DEEP in TOKAI（2018年9月2日 東海ラジオ）ゲスト出演
- キラメキミュージックスター『キラスタ』（2018年11月19日 FM NACK5）ゲスト出演
- Candy BoyのCafe de bonbon (4月7日（日）～FM OH!（エフエム大阪）毎週日曜22:30～22:55　＠FM（エフエム愛知）毎週日曜24:30～24:55)
- Radio de Show（2024年1月9日 ラジオ福島）ゲスト出演

### CM
- モンスターストライク 激・獣神祭 DJフェス篇（2016年7月5日～）